# Wartan Biczachczian
Wartan Wahani Biczachczian (orm. Վարդան Վահանի Բիչախչյան, ur. 9 października 1977 w Leninakanie) – ormiański trener piłkarski i piłkarz występujący na pozycji pomocnika. Obecnie pierwszy trener Araratu-Armenii Erywań.

## Sukcesy

### Klubowe trenerskie
Szirak Giumri
- Mistrzostwo Armenii: 2012/2013
- Zdobywca Pucharu Armenii: 2011/2012, 2016/2017
- Zdobywca Superpucharu Armenii: 2013, 2017

Ararat Erywań
- Zdobywca Pucharu Armenii: 2020/2021

## Życie prywatne
Jego synem jest Wahan Biczachczian, również piłkarz.